# Scary Stories (série télévisée)
Ne doit pas être confondu avec Scary Stories (film).
Scary Stories (Películas para no dormir) est une série télévisée espagnole en 6 téléfilms de 70 minutes diffusée à partir du 12 janvier 2007 sur Telecinco.
En France, la série a été diffusée à partir du 7 février 2007 sur 13ème rue.

## Synopsis
Cette série est une anthologie d'histoires horrifiques et fantastiques.

## Épisodes
1. La Chambre du fils (La Habitación del niño) de Álex de la Iglesia
2. À louer (Para entrar a Vivir) de Jaume Balagueró
3. Conte de Noël (Cuento de navidad) de Paco Plaza
4. Un vrai ami (Adivina quién soy) de Enrique Urbizu
5. La Faute (La Culpa) de Narciso Ibanez Serrador
6. Spectre (Regreso A Moira) de Mateo Gil

## Commentaires
Cette série est sortie en DVD en 2006 avant sa diffusion à la télévision espagnole.